# 妙妙魔法屋
《妙妙魔法屋》是2001年10月13日到2003年10月1日由NHK教育電視台播放的電視動畫作品，以及以此為原作改編的漫画作品。

## 故事大綱
身為小學四年級生的春野霞，因為父母常去非洲做研究動物不在家，被送往霞仙谷居住，但霞仙谷的森林有些奇怪，在森林裡看到一棟房子，小霞趕緊跑去察看，好奇的小霞打開大門，看到了會說話的家具用品，因此開始與霞仙家邂逅的開始。
小霞意外的決定寄住在霞仙一家家裡，除了要照顧自己，還要學會做飯、清潔跟家務。
跟神秘的朋友生活在一起，小霞的新生活會帶來什麼稀奇古怪的事呢。

## 主要角色
春野霞
本作的主角的其中之一。小學四年級，外號小霞，因父母常在外面工作，所以寄住在霞仙一族的家中兼打工。
龍之介
本作的第二主角之一。外號小龍，霞仙谷的龍王之子，小霞的好朋友，被父親寄宿在霞仙一家，說是為了讓龍之介更了解人類世界，但實際上龍王真正的想法沒人知道，自信心很強，擁有操作水的能力。
霞仙左右衛門
霞仙一族的家主。因為妻子收容小霞，常常讓左右衛門不認可小霞，也是不喜歡人類，畢生的工作是寫一部涵蓋各種指甲花的《霞仙谷寶典》。 他還是妖怪之屋霞仙谷幼兒園的校長。 他是一個非常瘋狂的父親，擁有操作霧的能力。
霞櫻女
霞仙左右衛門的妻子。讓小霞寄住在霞仙一家。個性溫柔祥和，像春天一樣，帶給家人溫暖，連左右衛門因為櫻女的個性，常常讓他對小霞心軟，擁有操作櫻花的能力。
常常喜歡跟人閒話家談，也常看到小霞跟小龍在一起，很相信人類跟妖怪是能一起生活的。
霞仙太郎
霞仙一家的長男。個性害羞，熱愛藝術，喜歡小霞的班導師正美，擁有操作棉花糖的能力。
霞仙蘭子
霞仙一家的長女。御姊個性，曾被男人所騙而離婚，因此對男性有點防備與厭惡，喜愛科學實驗，小霞也常常找蘭子幫忙。

## 反派
雷鬼
主要反派角色之一的幼兒園的學生，雷神的外甥。
插頭君
第二反派角色之一的雷鬼的幼兒園的學生。常常喜歡在幼兒園裡的插座裡充電。
雷鼓
雷鬼的幼兒園的學生，雷神的外甥。
玉米
雷鬼的幼兒園的學生，常常喜歡種玉米。
帽子男
一個神祕男子，本名不詳，因為不知道名字，外表是個穿灰色西裝戴著灰色小禮帽的男子，小霞都稱他為「帽子男」，身分神秘但常常會捉弄的方式幫助小霞。
冬田雪乃
一個神祕的女孩。有一天突然轉學到小霞的班上，但實際上是霞仙一家的血統，很討厭家族，也很不喜歡小霞跟霞仙一家生活，最後還是跟小霞成為好朋友。

## 其他角色
蜜糖夫人
霞仙一家代代雇用的傭人。跟櫻女一樣個性溫和，常常管理家裡內務，也很照顧小霞。
時時鐘
小霞的小夥伴之一。名字為小霞另名，是個外表像企鵝的水壺妖怪。
龜太郎
小霞的小夥伴之一。名字為小霞另名，外表是烏龜，頭是相機的妖怪，但可以拍照。
洗刷刷
小霞的小夥伴之一。名字為小霞另名，外表像是炸機，頭像掃把刷的妖怪。
金太郎
小霞的小夥伴之一。名字為小霞另名，不會說話，外表像是小狗的微波爐妖怪，通常講話都是像烤箱「叮」的聲音回應，只有小霞聽得懂。
濕抹布
小霞的小夥伴之一。個性愛哭膽小，外表是抹布的妖怪。
布丁太郎
小霞的小夥伴之一。名字為小霞另名，跟金太郎一樣不會說話，龜太郎拍出的相片都會從布丁太郎吐出。
正四郎
雪乃的寵物，是一隻看似松鼠，四肢可以伸展的妖怪。
風神
年輕時是著名的超級英雄的左右衛門雇用的保鑣之一，用來監督蘭子的生活，之前替龍王服務過，常被蘭子拿來使喚，能力是可以變成任何用具。
雷神
年輕時是著名的超級英雄的左右衛門雇用的保鑣之一，雷神一樣與用來監督蘭子的生活，之前替龍王服務過，常被蘭子拿來使喚，能力是可以變成任何用具。
奇魯諾/霧野霧彥
霧仙一家的長子，被小霞稱呼為奇魯諾。小霞對他有好感，多次拯救小霞，從以前就離開霧家，自己獨自來到人間居住。
霧間晴夫
霧仙一家的家主，霧彥的父親。跟霞仙一家有著密不可分的關係。
榊原楓葉
小霞的班上同學。知道霞仙谷存在的人類之一，也是小霞的好朋友。
阿部莉莉
小霞的班上同學。知道霞仙谷存在的人類之一，也是小霞的好朋友。
土御門鹿男
小霞的班上同學。非常喜歡研究妖怪的存在，常常調查小霞是否跟妖怪有沒有關係，最後才發現小霞在霞仙谷的身分。
山田無尾熊
小霞的班上同學。個性隨和開朗的男生。
大河原正美
小霞的班導師，霞仙太郎的暗戀對象。個性有點草率，常常都放棄思考。
酒吧老闆
跟帽子男一樣，身分神秘，好像也有痛苦的過去。
榊原露娜
跟榊原露奈是雙胞胎，也是榊原楓葉的妹妹。
榊原露奈
跟榊原露娜是雙胞胎，也是榊原楓葉的妹妹，但戴著眼鏡。
小編織
小霞常常在路上的野貓。
桃香
霞仙谷幼兒園的學生，蜜糖夫人的姪女，是霞仙谷妖怪們認為最美麗的小女孩。
龍王
霞仙谷的龍王，龍之介的父親。
龍王妃
龍王的妻子，龍之介的母親。
教官
霧仙家軍團的總指揮，他被任命訓練霧家的軍人，可見霧仙家軍團的存在一目了然。
克里斯克
霧仙家軍團的成員之一。
米哈爾
霧仙家軍團的成員之一。不常說話，做起事來也非常冷靜。
米索爾
霧仙家軍團的成員之一。個性天真，常常把「雖然我有點弱，但我會盡力而為的!」的話，掛在嘴邊。

## 工作人員
- 導演：本鄉滿
- 劇本統籌：吉田玲子
- 角色原案：伊藤有壹（日语：伊藤有壱）
- 指南：荒俣宏
- 角色設計：馬越嘉彥
- 總作畫監督：高橋英樹（日语：高橋英樹 (アニメーター)）
- 美術設定：湯淺政明
- 美術監督：高橋久嘉
- 色彩設定：大關枝
- 音響監督：明田川進（日语：明田川進）
- 音樂：周防義和（日语：周防義和）
- 製作人：松本壽子（日语：松本寿子）
- 動畫製作人：奥野敏聰、神田修吉（日语：神田修吉）
- 動畫製作：OLM
- 共同製作：NHK ENTERPRISES 21（日语：NHKエンタープライズ）
- 製作、著作：NHK

## 主題曲
所有歌曲由由紀さおり、安田祥子主唱，山川啓介作詞，船村徹作曲，蔦將包編曲。
片頭曲
片尾曲
原案：船村徹

## 各話標題
| 話数  | 播放日          | 標題           | 劇本       | 分鏡         | 導演       | 作画監督            |
| 第1季 | 第1季           | 第1季          | 第1季      | 第1季        | 第1季      | 第1季               |
| ----- | --------------- | -------------- | ---------- | ------------ | ---------- | ------------------- |
| 1     | 2001年 10月13日 | 霞、霞家に来る | 吉田玲子   | 本鄉滿       | 本鄉滿     | 佐藤道雄            |
| 2     | 10月20日        |                | 吉田玲子   | 井硲清高     | 井硲清高   | 中田正彥            |
| 3     | 10月27日        |                | 吉田玲子   | 小林智樹     | 小林智樹   | 松本卓也            |
| 4     | 11月3日         |                | 吉田玲子   | 難波日登志   | 小原正和   | 松岡秀明            |
| 5     | 11月10日        |                | 吉田玲子   | 大宅光子     | 佐佐木皓一 | 日高真由美          |
| 6     | 11月17日        |                | 吉田玲子   | 井硲清高     | 井硲清高   | 中田正彥            |
| 7     | 11月24日        |                | 吉田玲子   | 志村錠兒     | 志村錠兒   | 三浦悅子            |
| 8     | 12月1日         |                | 小中千昭   | 本鄉滿       | 小原正和   | 赤尾良太郎          |
| 9     | 12月8日         |                | 吉田玲子   | 小原正和     | 小原正和   | 佐藤道雄            |
| 10    | 12月15日        |                | 吉田玲子   | 今澤哲男     | 小高義規   | 船塚純子            |
| 11    | 12月22日        |                | 吉田玲子   | 佐佐木皓一   | 佐佐木皓一 | 日高真由美          |
| 12    | 12月29日        |                | 小中千昭   | 小林智樹     | 小林智樹   | 松岡秀明            |
| 13    | 2002年 1月5日   |                | 小中千昭   | 西村博之     | 宍戶淳     | 白戸理德 海老原雅夫 |
| 14    | 1月12日         |                | 池田真美子 | 井硲清高     | 井硲清高   | 中田正彥            |
| 15    | 1月19日         |                | 吉田玲子   | 志村錠兒     | 志村錠兒   | 井坂純子            |
| 16    | 1月26日         |                | 池田真美子 | 井硲清高     | 山口美浩   | 赤尾良太郎          |
| 17    | 2月2日          |                | 吉田玲子   | 小原正和     | 小原正和   | 松本卓也            |
| 18    | 2月9日          |                | 吉田玲子   | 佐佐木皓一   | 佐佐木皓一 | 日高真由美          |
| 19    | 2月16日         |                | 池田真美子 | 小林智樹     | 小林智樹   | 松岡秀明            |
| 20    | 2月23日         |                | 吉田玲子   | 井硲清高     | 井硲清高   | 中田正彥            |
| 21    | 3月2日          |                | 池田真美子 | 錦織博       | 宍戶淳     | 玉井公子            |
| 22    | 3月9日          |                | 笠原邦暁   | 志村錠兒     | 志村錠兒   | 井坂純子            |
| 23    | 3月16日         |                | 小中千昭   | 山口美浩     | 山口美浩   | 海老原雅夫          |
| 24    | 3月23日         |                | 吉田玲子   | 本鄉滿       | 小原正和   | 小川浩司            |
| 25    | 3月30日         |                | 吉田玲子   | 本鄉滿       | 本鄉滿     | 赤尾良太郎          |
| 26    | 4月6日          |                | 吉田玲子   | 井硲清高     | 井硲清高   | 中田正彥            |
| 第2季 |                 |                |            |              |            |                     |
| 1     | 2002年 10月5日  |                | 笠原邦曉   | 佐佐木皓一   | 佐佐木皓一 | 日高真由美          |
| 2     | 10月12日        |                | 池田真美子 | 鎌倉由實     | 本鄉滿     | 倉嶋丈康            |
| 3     | 10月19日        |                | 笠原邦曉   | 小原正和     | 小原正和   | 松岡秀明            |
| 4     | 10月26日        |                | 笠原邦曉   | 志村錠兒     | 志村錠兒   | 長岡綠              |
| 5     | 11月2日         |                | 吉田玲子   | 福島利規     | 宍戶淳     | 玉井公子            |
| 6     | 11月16日        |                | 池田真美子 | 山口美浩     | 山口美浩   | 海老原雅夫          |
| 7     | 11月23日        |                | 笠原邦曉   | 井硲清高     | 井硲清高   | 中田正彥            |
| 8     | 11月30日        |                | 笠原邦曉   | 小林智樹     | 小林智樹   | 赤尾良太郎          |
| 9     | 12月7日         |                | 吉田玲子   | 佐佐木皓一   | 佐佐木皓一 | 日高真由美          |
| 10    | 12月13日        |                | 池田真美子 | 志村錠兒     | 志村錠兒   | 長岡綠              |
| 11    | 12月21日        |                | 笠原邦曉   | 佐佐木和宏   | 本鄉滿     | 高橋英樹            |
| 12    | 12月28日        |                | 吉田玲子   | 鎌倉由實     | 鎌倉由實   | 松本卓也            |
| 13    | 2003年 1月4日   |                | 吉田玲子   | 井硲清高     | 井硲清高   | 中田正彥            |
| 14    | 1月11日         |                | 池田真美子 | 井硲清高     | 小原正和   | 松岡秀明            |
| 15    | 1月18日         |                | 笠原邦曉   | 山口美浩     | 山口美浩   | 海老原雅夫          |
| 16    | 1月25日         |                | 笠原邦曉   | 佐佐木和宏   | 西村博昭   | 青山正宣            |
| 17    | 2月1日          |                | 吉田玲子   | 小原正和     | 小原正和   | 赤尾良太郎          |
| 18    | 2月8日          |                | 池田真美子 | 鎌倉由實     | 鎌倉由實   | 松本卓也            |
| 19    | 2月15日         |                | 本鄉滿     | 志村錠兒     | 志村錠兒   | 長岡綠              |
| 20    | 2月22日         |                | 笠原邦曉   | 井硲清高     | 井硲清高   | 中田正彥            |
| 21    | 3月1日          |                | 吉田玲子   | 佐佐木皓一   | 佐佐木皓一 | 日高真由美          |
| 22    | 3月8日          |                | 笠原邦暁   | 小林智樹     | 小林智樹   | 松岡秀明            |
| 23    | 3月15日         |                | 池田真美子 | 鎌倉由實     | 鎌倉由實   | 松本卓也            |
| 24    | 3月22日         |                | 笠原邦曉   | 佐佐木和宏   | 西村博昭   | 海老原雅夫          |
| 25    | 3月29日         |                | 池田真美子 | 小原正和     | 小原正和   | 赤尾良太郎          |
| 26    | 4月5日          |                | 吉田玲子   | 志村錠兒     | 志村錠兒   | 長岡綠              |
| 第3季 |                 |                |            |              |            |                     |
| 1     | 2003年 4月9日   |                | 吉田玲子   | 本鄉滿       | 井硲清高   | 中田正彥            |
| 2     | 4月16日         |                | 池田真美子 | 鎌倉由實     | 鎌倉由實   | 松本卓也            |
| 3     | 4月23日         |                | 笠原邦曉   | 佐佐木皓一   | 佐佐木皓一 | 日高真由美          |
| 4     | 4月30日         |                | 笠原邦曉   | 井硲清高     | 鎌倉由實   | 海老原雅夫          |
| 5     | 5月7日          |                | 吉田玲子   | 小原正和     | 小原正和   | 中村和久            |
| 6     | 5月14日         |                | 橫谷昌宏   | 本鄉滿       | 本鄉滿     | 高倉佳彥            |
| 7     | 5月21日         |                | 笠原邦曉   | 志村錠兒     | 志村錠兒   | 長岡綠              |
| 8     | 5月28日         |                | 吉田玲子   | 井硲清高     | 井硲清高   | 中田正彥            |
| 9     | 6月4日          |                | 池田真美子 | 佐佐木皓一   | 佐佐木皓一 | 日高真由美          |
| 10    | 6月11日         |                | 橫谷昌宏   | 鎌倉由實     | 鎌倉由實   | 海老原雅夫          |
| 11    | 6月18日         |                | 笠原邦曉   | 難波日登志   | 西村博昭   | 赤尾良太郎          |
| 12    | 6月25日         |                | 池田真美子 | 小林智樹     | 小林智樹   | 松岡秀明            |
| 13    | 7月2日          |                | 吉田玲子   | 志村錠兒     | 志村錠兒   | 長岡綠              |
| 14    | 7月9日          |                | 橫谷昌宏   | 佐佐木和宏   | 西村博昭   | 中村和久            |
| 15    | 7月16日         |                | 笠原邦曉   | 高橋ナオヒト | 井硲清高   | 中田正彥            |
| 16    | 7月23日         |                | 池田真美子 | 鎌倉由實     | 鎌倉由實   | 海老原雅夫          |
| 17    | 7月30日         |                | 橫谷昌宏   | 佐佐木皓一   | 佐佐木皓一 | 日高真由美          |
| 18    | 8月6日          |                | 笠原邦曉   | 井硲清高     | 西村博昭   | 中村和久            |
| 19    | 8月13日         |                | 橫谷昌宏   | 志村錠兒     | 志村錠兒   | 長岡綠              |
| 20    | 8月20日         |                | 吉田玲子   | 佐佐木皓一   | 佐佐木皓一 | 日高真由美          |
| 21    | 8月27日         |                | 橫谷昌宏   | 鎌倉由實     | 鎌倉由實   | 赤尾良太郎          |
| 22    | 9月3日          |                | 笠原邦曉   | 井硲清高     | 井硲清高   | 中田正彥            |
| 23    | 9月10日         |                | 笠原邦曉   | 本鄉滿       | 西村博昭   | 松岡秀明            |
| 24    | 9月17日         |                | 笠原邦曉   | 佐佐木和宏   | 鎌倉由實   | 海老原雅夫          |
| 25    | 9月24日         |                | 吉田玲子   | 志村錠兒     | 志村錠兒   | 長岡綠              |
| 26    | 10月1日         |                | 吉田玲子   | 本鄉滿       | 本鄉滿     | 高橋秀樹            |

## 外部連結
- （日語）妙妙魔法屋（NHK動畫世界）2003-2005
- （日語）動畫：妙妙魔法屋－NHK名作選（動畫·静止畫) NHK檔案館（页面存档备份，存于）

| 香港 亞洲電視本港台 星期六 17:00~18:00 節目 | 香港 亞洲電視本港台 星期六 17:00~18:00 節目 | 香港 亞洲電視本港台 星期六 17:00~18:00 節目 |
| ------------------------------------------- | ------------------------------------------- | ------------------------------------------- |
|                                             | （ 2003年4月5日－7月19日 ）                 |                                             |
| 新動畫時段                                  | 藍貓                                        |                                             |
| 星期一至五 17:05~17:30 節目                 |                                             |                                             |
| 超級蜘蛛女                                  | 重播 （ 2003年9月11日－10月20日 ）          | 索斯機械獸                                  |